# Bas Veenstra
Bas Veenstra (7 juni 1995) is een Nederlandse basketballer, die op het moment speelt voor Flying Red Roden  Veenstra is 2,03 m groot en speelt voornamelijk als power forward. Veenstra maakte zijn debuut in de DBL met Landstede Basketbal in 2011 en bleef hier twee seizoenen. Voor het seizoen 2014/15 tekende hij een contract bij Donar, waar hij eerder al in het U20 team speele.

## Erelijst
- NBB-Beker (1): 2015